# 四齿藓
四齿藓（学名：Tetraphis pellucida）为四齿藓科四齿藓属下的一个种。其种加词“pellucida”意为“透明的”。四齿藓是落叶松下或较干燥的红松阔叶林下的常见种。倒腐木或林下土生。蒴齿4枚，小型藓类。